# Queensrÿche EP
A Queensryche EP az amerikai Queensrÿche zenekar 1983-ban megjelent első kiadványa. Eredetileg a 206 Records adta ki, később az EMI. A kiadvány mind a Pop albumok, mind a Billboard 200-as listáján a 81. helyen nyitott.
Ezen az anyagon még erősen érezhető az Iron Maiden, a Judas Priest és a Ronnie James Dio korszakos Black Sabbath hatása. A lemezt a Quiet Riot, a Twisted Sister és Dio társaságában turnéztatták meg. Az 1989-es CD-s kiadáson az eredeti négy szám mellé felkerült a Prophecy is, míg a 2003-as remaszterelt verzión már 14 szám szerepelt. Az 1984-es japán turnén eljátszották a teljes EP-t, ami a Live in Tokyo című videókazettán is látható, valamint a 2003-ban kiadott remaszterizált CD-n is erről a koncertről vannak felvételek.

## Számlista

### EP
1. "Queen of the Reich" (Chris DeGarmo) – 4:24
2. "Nightrider" (DeGarmo, Michael Wilton) – 3:47
3. "Blinded" (DeGarmo, Wilton) – 3:06
4. "The Lady Wore Black" 	(DeGarmo, Geoff Tate) – 6:15

### CD változat (1989)
1. "Queen of the Reich" (DeGarmo) – 4:24
2. "Nightrider" (DeGarmo, Michael Wilton) – 3:47
3. "Blinded" (DeGarmo, Wilton) – 3:06
4. "The Lady Wore Black" 	(DeGarmo, Tate) – 6:15
5. "Prophecy" (DeGarmo) – 4:00

### Remaszterizált CD (2003)
1. "Queen of the Reich" (Chris DeGarmo) – 4:24
2. "Nightrider" (DeGarmo, Michael Wilton) – 3:47
3. "Blinded" (DeGarmo, Wilton) – 3:06
4. "The Lady Wore Black" 	(DeGarmo, Geoff Tate) – 6:15
5. "Nightrider" (DeGarmo, Wilton) – 4:32
6. "Prophecy" (DeGarmo) – 3:59
7. "Deliverance" (Wilton) – 3:40
8. "Child of Fire" (Wilton, Tate) – 4:36
9. "En Force" (DeGarmo) – 5:47
10. "Blinded" (DeGarmo, Wilton) – 3:26
11. "The Lady Wore Black" (DeGarmo, Tate) – 7:01
12. "Warning" (Wilton, Tate) – 4:56
13. "Take Hold of the Flame" (Tate, DeGarmo) – 5:12
14. "Queen of the Reich" (DeGarmo) – 5:21

## Közreműködők
- Geoff Tate - ének
- Chris DeGarmo - gitár
- Michael Wilton - gitár
- Eddie Jackson - basszusgitár
- Scott Rockenfield - dob

## Helyezések
Billboard (Észak-Amerika)
| Év   | Táblázat          | Pozíció |
| ---- | ----------------- | ------- |
| 1983 | Pop Albums        | 81      |
| 1983 | The Billboard 200 | 81      |